# Adolf von Zerzog
Adolf Marian Constantin von Zerzog (* 26. März 1799 in Nürnberg; † 13. März 1880 auf Schloss Prüfening bei Regensburg) war ein deutscher Gutsbesitzer und Politiker.

## Leben
Zerzog studierte zwischen 1819 und 1824 an den Universitäten in Jena, Würzburg und Erlangen Rechtswissenschaften. Während seines Studiums wurde er 1818 Mitglied der Urburschenschaft in Jena und 1822 Mitglied des Jünglingsbunds und der Alten Erlanger Burschenschaft/Germania, zu der auch der Freundeskreis um den späteren Bürgermeister von Regensburg Gottlieb von Thon-Dittmer gehörte. 1823 wurde er Mitglied der Alten Würzburger Burschenschaft, der späteren Burschenschaft Germania zu Würzburg.
Als Forstlehrling kam Zerzog 1825 in die Oberpfalz, wo er 1827 Juliane von Thon-Dittmer heiratete, Enkelin des reichen Regensburger Kaufmanns Georg Friedrich von Dittmer und ältere Schwester von Gottlieb von Thon-Dittmer. Sie erbte nach dem Tod ihres Vaters Karl Christian Thon († 1831) das Gut Etterzhausen, so dass Zerzog durch sie auch Gutsbesitzer wurde. Seine Frau versorgte auf dem Gut eine große Familie mit acht Kindern und betreute dort auch den Sohn Gustav ihres jüngeren Bruders Gottlieb von Thon-Dittmer, nachdem dessen Frau 1838 gestorben war und er 1848 als Minister nach München berufen worden war.
Später kam Zerzog nach Oberfranken, wo er Besitzer des Schlosses Nairitz wurde. Vom 18. Mai 1848 bis zum 24. Mai 1849 war Zerzog Abgeordneter für Regensburg in der Frankfurter Nationalversammlung. Dort war er Mitglied im volkswirtschaftlichen Ausschuss.